# Trận Stonne
Trận Stonne là một trận đánh trong Chiến dịch nước Pháp của quân đội Đức Quốc xã năm 1940 thời Chiến tranh thế giới thứ hai, đã diễn ra từ ngày 15 cho đến ngày 25 tháng 5 năm 1940, tại ngôi làng Stonne (nằm trên cao nguyên Mont-Dieu – cao khoảng 15 km – về phía nam Sedan), nước Pháp. Đây là một cuộc phản công của lực lượng thiết giáp trong quân đội Pháp, trong đó có một đại đội Pháp dưới quyền chỉ huy của Đại úy Pierre Billotte, nhằm vào Quân đoàn tăng XIX của quân đội Đức dưới quyền chỉ huy của tướng Heinz Guderian (với Sư đoàn tăng số 10 và Sư đoàn bộ binh "Đại Đức") – sau được Quân đoàn VI hỗ trợ, và trở thành một trong những trận chiến quan trọng nhất của cuộc Chiến tranh thế giới thứ hai. Đây cũng là trận đánh khốc liệt nhất trong chiến dịch tấn công Pháp của Đức Quốc xã, Sau nhiều lần đổi chủ, Stonne cuối cùng đã hoàn toàn thuộc về quyền kiểm soát của người Đức, và chiến thắng của quân Đức trong trận đánh vì Stonne đã đánh dấu thất bại cuối cùng của người Pháp trong nỗ lực thủ tiêu các đầu cầu Sedan đã được thiết lập sau chiến thắng quyết định của quân đội Đức tại Sedan.
Bộ Chỉ huy Tối cao Đức không muốn khai thác chiến thắng của họ tại Sedan và Bulson cho đến các sư đoàn bộ binh Đức hội quân với ba sư đoàn tăng. Đối với Guderian, hành động điên rồ này sẽ bỏ lỡ đại thắng ở Sedan và tạo điều kiện cho đối phương hồi phục và tải tổ chức các đơn vị thiết giáp vẫn còn mạnh của họ. Do đó, ông đã quyết định đánh thọc đến eo biển Anh, và điều này đồng nghĩa với việc mặc kệ Quốc trưởng Adolf Hitler và Bộ Chỉ huy Tối cao. Viên tướng Đức đã ra lệnh cho Sư đoàn tăng số 10 (do Trung tướng Ferdinand Schaal chỉ huy) và Trung đoàn Bộ binh Đại Đức án ngữ tại đầu cầu Sedan, trong khi các Sư đoàn tăng số 1 và 2 tiến về eo biển Anh.. Trong giai đoạn này, các đầu cầu Sedan của Đức vẫn chưa ổn. Các lực lượng Pháp đã tập trung về hướng nam. Do quân Đức thiếu vũ khí chống tăng thích nghi với một trận phòng ngự, Guderian quyết định phải phát động tấn công nhằm mục đích phòng thủ, và bước tiến của các Sư đoàn tăng số 1 và 2 đã cổ vũ cho tiến trình của ông: Quân đoàn X của Pháp, trong khi đang tiến về Sedan, đã bị các Sư đoàn tăng này đánh bại gần Chemery và phải triệt thoái về phía nam. Theo một phần của kế hoạch ban đầu của Guderian, quân Đức đã tiến vào nghi binh về phía nam và ở đằng sau tuyến phòng ngự Maginot, để che chắn ý định đánh thọc vào eo biển. Mặc dù tướng Franz Halder đã bác bỏ hoạch định này, Guderian khôi phục nò và hạ lệnh cho Sư đoàn tăng số 10 và Trung đoàn Đại Đức đánh tràn qua cao nguyên Stonne. Trong khi đó, Stonne cũng có tầm quan trọng lớn đối với người Pháp: họ chọn nó làm bàn đạp để tiến công giành lại các đầu cầu Sedan.
Vào ngày 15 tháng 5, các lực lượng thuộc Quân đoàn XXI của Pháp dưới quyền chỉ huy của tướng Jean Flavigny đã bắt đầu tiến công vào Stonne. Bởi do lực lượng bộ binh Pháp di chuyển chậm chạp, lực lượng thiết giáp Pháp đã nắm giữ vai trò chính trong cuộc giao chiến. Trong lúc này, Stonne chỉ được phòng vệ bởi Tiểu đoàn Đại Đức số 1 và một số khẩu pháo chống tăng của Trung đoàn. Trước bước tiến của các cỗ xe tăng Char B1-Bis khủng khiếp của đối phương, quân phòng thủ yếu ớt của Đức đánh trả và bắt đầu rơi vào hoảng loạn. Bất chợt, một trung đội Đức tiêu diệt được ba xe tăng Char B1-Bis, làm cho quân Pháp trở nên hỗn loạn và phải rút chạy về hướng nam. Cuộc phòng ngự thắng lợi của người Đức đã giết chết huyền thoại về sự bất khả chiến bại của các xe tăng Char B1-Bis. Các cuộc tấn công và phản công đã tiếp diễn trong ngày hôm đó. Với sự hỗ trợ của quân tiếp viện từ Sư đoàn tăng số 10, Trung đoàn Đại Đức đã giành được Stonne vào buổi chiều ngày 15 tháng 5. Thế nhưng, tướng Charles Huntziger đã móp méo các diễn biến tại Stonne thành một "thắng lợi phòng thủ" của Pháp. Giao tranh giữa hai phe đã tiếp diễn trong ngày hôm sau. Trong đêm ngày 16 – 17 tháng 5, Quân đoàn VI đã thế chỗ cho Sư đoàn tăng số 10 của Đức. Đến lúc này, Stonne đã bị phá hủy thành một nghĩa địa của các xe tăng Pháp và Đức. Nhưng hai bên lại tiếp tục giao chiến, lần này người Đức chủ yếu triển khai các Sư đoàn Bộ binh số 16 và 24 của mình, và cuối cùng quân Đức đã giữ chắc được Stonne vào chiều ngày 17 tháng 5 – đây là lần đổi chủ thứ 17 của ngôi làng. Sau khi đập tan các đợt tấn công dữ dội của quân Pháp vào ngày 18 tháng 5, quân Đức đánh thọc về phía nam và vào ngày 25 tháng 5 năm 1940 họ chiếm được toàn bộ cao nguyên Stonne. Các cựu chiến binh Đức và Pháp đã gọi trận đánh này là "Verdun của năm 1940", với thiệt hại nặng nề cho cả hai bên (nhất là về phía Đức theo một tài liệu của Pháp). Với con số tổn thất lớn, Sư đoàn Thiết giáp số 3 của Pháp thực sự là đã bị tiêu diệt trong trận Stonne.